# Peter Herbert

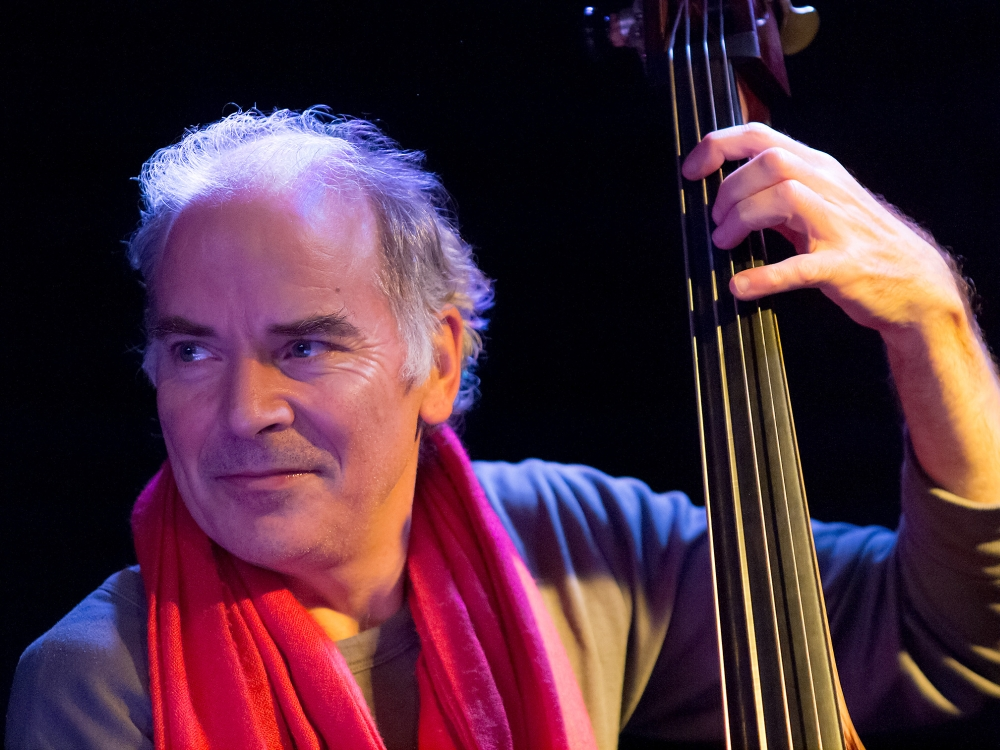
Peter Herbert (2012)

Peter Herbert (* 29. Februar 1960 in Bludenz, Vorarlberg) ist ein österreichischer Kontrabassist, Komponist und Bandleader.

## Leben und Wirken
Peter Herbert wuchs in Bregenz auf bekam bereits als Kind ersten Klavierunterricht. Von 1976 bis 1978/79 besuchte er das städtische Konservatorium in Bregenz und studierte Kontrabass.
Von 1981 bis 1986 studierte er Kontrabass und Komposition an der Universität für Musik und darstellende Kunst Graz und von 1987 bis 1989 am Berklee College of Music in Boston. Er lebte von 1989 bis 2003 in New York und ist seit dem Jahr 2003 in Paris ansässig.
Herbert spielte mit Art Blakeys Jazzmessengers (1986), der Aydın Esen Group (1989 bis 1996), dem Paul Smoker/Phil Haynes „Double Trio“ (1991), dem Art Farmer Quintet (1991/1992), dem Vienna Art Orchestra (1992), mit Bobby Previte’s „The Horse“ (1995 bis 1998), dem Christian Muthspiel „Motley Mothertongue“ (seit 1996), dem Marc Copland/John Abercrombie Quartet (1997–1999), David Tronzo (seit 1998), Carol Robinson (seit 2003) und dem Samuel Rohrers „Tree“ (seit 2004). Weiterhin trat er im Eric Watson Trio (seit 2005) und mit Joachim Kühn (seit 2005) auf.
Herbert bildete ein Trio mit Uli Rennert und Klaus Gesing. Außerdem arbeitete er u. a. mit Sheila Jordan, Kenny Drew junior, George Garzone, Christine Tobin, Steve Lacy, Bob Moses, Tone Janša, Franz Koglmann, Lucas Niggli, Bruce Arnold und Tom Rainey zusammen. Seine Kompositionen wurden vom Cascabel / NYC, Absolute Ensemble NYC, Janus ensemble / Wien, Vorarlberger Symphonieorchester und ensemble plus/Bregenz uraufgeführt.
Zwischen 1992 und 2002 schrieb er 14 Produktionen für das Aktionstheater Ensemble Wien, weiters für das Theater Kosmos Bregenz, für das Theater k.l.a.s. und das La Voz Festival of the Americas/Santa Fe/New Mexico. Seit 1991 arbeitet er regelmäßig mit dem Schriftsteller Wolfgang Mörth zusammen.
Herbert steht weltweit bei ca. 100 Konzerten pro Jahr als Solokünstler und Bandmusiker auf der Bühne. Daneben arbeitet er auch als Studiomusiker. Er hat rund 100 CDs eingespielt. Im Jahr 1999 gründete er das Internet Plattenlabels Aziza Music. Besonders zu betonen ist sein Engagement in der Formation des libanesischen Oud-Spielers und Komponisten Marcel Khalifé, mit dem er seit dem Jahr 2000 Konzerttourneen unternimmt.
Zudem spielt er seit Jahren mit Karl Ratzer in mehreren Formationen zusammen. Unter anderem tritt er live im Wiener Jazzclub „Porgy and Bess“ zu Silvester und Neujahr mit dem „Karl Ratzer Septet“ regelmäßig auf (Karl Ratzer – Gitarre und Gesang; Howard Curtis – Schlagwerk; Peter Herbert – Kontrabass; Ed Neumeister – Zugposaune; Johannes Enders – Tenorsaxophon; Peter Tuscher – Trompete).
Seit 2007 doziert er an der Anton Bruckner Privatuniversität in Linz.

## Auszeichnungen und Preise
- 1988: 1. Preis beim ersten österreichischen Jazzwettbewerb mit dem Wolfgang Muthspiel Trio
- 1988: Eddie Gomez Jazz Masters Award vom Berklee College of Music
- 1989: Achievement Award der Boston Jazz Society für außergewöhnliche künstlerische Fähigkeiten im Jazz.
- 1993: Förderungspreis des Landes Vorarlberg
- 1997: Internationaler Bodenseekulturpreis für Musik[2]
- 2001: Hans-Koller-Preis als „Musiker des Jahres“[3]

## Werke (Auswahl)

### Ensemblemusik
- KunstLos glücklich – Musik für kleines Ensemble, gemischten Chor und Tonband (1991)[4]
- Nathan der Weise – Theatermusik zum gleichnamigen Stück von Gotthold Ephraim Lessing (1992)[4]
- Schneider Pöck – Hörspielmusik für zwei Violinen, Viola und Violoncello (1993)[4]
- Musik zu 14 Gedichten von Joseph Kopf – Duett, Quartett für Stimme, Sprecherin, zwei Perkussions, Kontrabass und Elektrische Bassgitarre (1994)[4]
- Leonce und Lena – Bühnenmusik zum gleichnamigen Stück von Georg Büchner (1994)[4]
- Das Mädchen des Poeten – Theatermusik nach dem gleichnamigen Stück von Wolfgang Siegmund (1995)[4]
- 100 -Y's/-why’s/-wise – Quintett für zwei Violinen, Viola, Violoncello und Kontrabass (1996)[4]
- „Dokumentation einer Unzweckmäßigkeit“ – Musik zum Film (1996)[4]
- B-A-C-H – A chromatic Universe (2000)[4]
- fifteen coins – Quartett für Mezzosopran, Perkussion, Viola, Violoncello und Kontrabass (2000/2001)[4]
- Friendly Fire – Trio für Tenorsaxophon, Perkussion und Bassgitarre (2004)[4]
- Samurai 1-7 – Trio für Perkussion, Klavier, Kontrabass und Elektronik (2004)[4]

### Orchestermusik
- Interruptions – Kammersymphonie (1995)[4]
- Klavierkonzert Nr. 1 – für zwei Flöten, zweiundzwanzig Violinen, acht Violas, sechs Violoncelli, vier Kontrabässe und Klavier solo (1995)[4]
- Fragments of a city II – für Orchester mit Tonbandzuspielung (1999)[4]
- Timeless – cello concerto (2003)[4]
- Killer Time – Kammerorchester/Ensemble für zwei Violas, Flöte, Klarinette, Fagott, Violine, Violoncello und Kontrabass (2004)[4]
- Amr i bismiki – Kammerorchester (2006)[4]
- Quiet Riot – Kammerorchester (2007)[4]

### Instrumentalmusik
- Communications Error (1999)[4]
- Dialogs (2001)[4]
- You’re my thrill (2001)[4]
- Broadway (2002)[4]
- walking (while singing in my head) (2003)[4]